# Krst pri Savici (Smole)
Krst pri Savici je drama Dominika Smoleta. Drama je izšla leta 1969 pri založbi Obzorja.

## Vsebina
Slovenski knez Črtomir se je po vojaškem porazu na prigovarjanje svoje zaročenke Bogomile dal krstiti. Zdaj živi v Ogleju kot menih novic. Tamkajšnji menihi skrbijo le za svoje in Cerkvene interese, Boga ne poznajo dobro, njihov patriarh je betežen starec. Črtomir je edini, ki res išče Boga, tega ne poznata niti patriarh, niti Bogomila. Ta je zdaj redovnica in zanjo Črtomir meni, da ga je prevarala. Odloči se, da bo kot menih odšel med Slovene oznanjat Boga in preganjat poganstvo. Kmalu na Slovensko pride tudi Bogomila z nekaj redovnicami in vidi Črtomirovo krutost. Ta pri širjenju nove vere preliva kri in grozi celo Bogomili, češ da nima prave vere.
V tistem času so potekale priprave na ustoličenje kneza Gorazda, čigar umrli oče knez Borut ni sprejel krščanstva. Ob prestolu in novi cerkvi Gospe Svete se zberejo oglejski patriarh, slazburški vladika Bonifacij in barvarski vojvoda Tasil, da bi potrdili Gorazdovo oblast. Tam jih tudi obvestijo, da je papež oglejsko pristojnost raztegnil do Drave, da bi tako preprečil nadaljnje nemire. Patriarh se kljub temu odloči, da naj Bogomila z redovnicami ostane med sonarodnjaki in jo želi postaviti za predstojnico. Črtomiru pa se upira, da bi tako brezvernico doletela ta čast. Bogomilo zabode pred vsemi veljaki, obsodijo ga na smrt z obešanjem. Umre mirno, spravljen s svetom. Po njegovih licih tečejo solze, take kot ob njegovem krstu, ki se je zgodil nedaleč od njegovega obešanja.